# Sulzheim (Renânia-Palatinado)
Sulzheim (Renânia-Palatinado) é um município da Alemanha localizado no distrito (Kreis ou Landkreis) de Alzey-Worms, na associação municipal de Verbandsgemeinde Wörrstadt, no estado da Renânia-Palatinado.
O município é produtor de uvas e está localizado na maior região vinicultora da Alemanha.
A primeira menção de Sulzheim está num documento do ano 766.